# Ballymagauran
Ballymagauran, Ballymcgovern (irlandais : Baile Mhic Shamhráin, la ville de Mac Shamhráin, ou encore Ballymagowran) est un village et un townland dans le comté de Cavan, en Irlande.
Le village se trouve à la frontière avec le comté de Leitrim, dans la paroisse de Templeport et la baronnie de Tullyhaw, sur la route régionale R205 qui mène de Ballinamore à Ballyconnell.

## Histoire
Après l'an 1400, Ballymagauran  devient le fief du clan des McGovern, les seigneurs de Tullyhaw.
Leurs précédentes possessions se trouvaient à Coologe et Killywillin.
Un recueil médiéval de poèmes leur appartenant est le plus ancien de ce genre existant encore en Irlande. Il décrit différents faits survenus à Ballymagauran.
Les Vikings sont passés dans les lieux comme l'attestent les restes d'une épée (Petersen Type H) datés d'environ l'an 900, retrouvés au bord du lac de Ballymagauran.
La plus ancienne mention des lieux remonte à l'année 1431, dans les Annales des quatre maîtres. Il est dit qu'un certain Thomas ravage le secteur par vengeance.
En 1455, les exploits guerriers se reproduisent
En 1459, le village est à nouveau dévasté, comme en 1485.
Le 28 septembre 1498, Ballymagauran est victime d'une attaque du clan Maguire. L'attaque se renouvelle en 1512.
Le 19 janvier 1586, la reine Élisabeth Ire d'Angleterre accorde son pardon à Thomas oge m'Brien m'Thomas Magawran, de Magawranstowne qui avait combattu ses troupes.
Au cours de la Plantation en Ulster, en 1609 les terres des McGovern ont été confisquées. Une partie leur a été réattribuée ensuite. Le manoir de Ballymagauran a été récupéré par le chef du clan, Felim McGovern le 29 avril 1611. Le townland où se situait le village s'appelait alors Drumcork ou Drumhirk. Il fut seulement nommé Ballymagauran dans l'Ordnance Survey de 1836. Dromcorcke, 1 poll faisait partie de la concession.
Un château est construit au début du XVIIe siècle,.
Les troupes d'Oliver Cromwell détruisent le château en 1649.